# Поручейник сизаровидный
Поруче́йник сизарови́дный, или Поручейник сизароли́стный (лат. Sīum sisaroīdeum) — вид двудольных растений рода Поручейник (Sium) семейства Зонтичные (Apiaceae). Таксономическое название опубликовано швейцарско-французским ботаником Огюстеном Пирамом Декандолем в 1830 году.
Как правило (но не всегда), считается синонимом Sium sisarum L..

## Распространение
Распространён в Европе, на Кавказе, в Юго-Западной и Средней Азии, Казахстане, Китае и Индии; северо-восточная граница ареала проходит по Сибири.

## Ботаническое описание
Травянистое растение с очерёдным листорасположением.
Соцветие — зонтик; цветки с пятью лепестками.
Плод — семянка (вислоплодник).

## Охранный статус
Растение включалось в Красную книгу Севастополя. Вид включён также в Красные книги Омской и Курганской областей.